# 塞莱斯·艾丽卡·柯奈莉亚
塞莱斯·艾丽卡·柯奈莉亚（匈牙利語： 1941年1月6日—1956年11月8日）匈牙利少女、护士、革命者，当代匈牙利民族英雄。她曾参加1956年匈牙利革命，在与苏联军队的战斗中阵亡。

## 早年
塞莱斯1941年1月6日生于匈牙利布达佩斯第十三区的一个犹太人家庭，父亲塞莱斯·桑德尔（1898年至1944年）死于二战期间的犹太人大屠杀，也有说法称他于1944年在隔都死于饥饿。母亲塞莱斯·内奥米（原姓布卢门费尔德，1911年至1990年）的职业是打字员，是一位坚定的共产主义者，当她得知斯大林之死时一度痛哭至昏厥。
1940年代后期，在慈善组织救助儿童会的邀请下，塞莱斯前往丹麦生活了三个月。后来，塞莱斯就读于佩斯的一所餐饮学校，从14岁起，她在一家酒店里担任助理厨师。据一位同学的回忆录，1952-1953年，塞莱斯曾加入少先队。不过，受到朋友的影响，塞莱斯本人则是一位反共主义者。

## 革命
在1956年匈牙利革命期间，塞莱斯加入了反共组织并积极参加裴多菲俱乐部的活动。当年10月23日，塞莱斯作为学生战斗队的一员投入革命，很快学会了PPSh-41冲锋枪的使用方法在布达佩斯和苏联军队作战。
11月1日，丹麦记者沃恩·汉森（Vagn Hansen）拍下了塞莱斯手持冲锋枪的照片并将其发表。11月8日，塞莱斯作为一名护士加入了另一场战斗，在抢救一名受伤士兵时遭到袭击当场身亡。